# Arghun
Arghun Kan (c. 1258 - 7 de marzo de 1291) fue el cuarto gobernante del Ilkanato de Persia, de 1284 a 1291. Era el hijo de Abaqa, y al igual que su padre, era un devoto budista. Es conocido por enviar varias embajadas a Europa en un infructífero intento de formar una alianza franco-mongola contra los musulmanes en Tierra Santa.

## Biografía
Tras la muerte de su padre, Abaqa, el príncipe Arghun fue candidato al trono, pero se lo obligó a ceder ante un rival más fuerte, su tío Tekuder. A partir de entonces, Arghun acusó a los seguidores de Tekuder de haber envenenado a su padre, protestó por la conversión de Tekuder al islam y, a inicios de 1284, lideró una rebelión. Luego de algunos reveses, logró destronar a Tekuder y mandó ejecutarlo. Fue formalmente entronizado al día siguiente y, como era un ardiente budista, anuló las políticas islámicas de su predecesor.

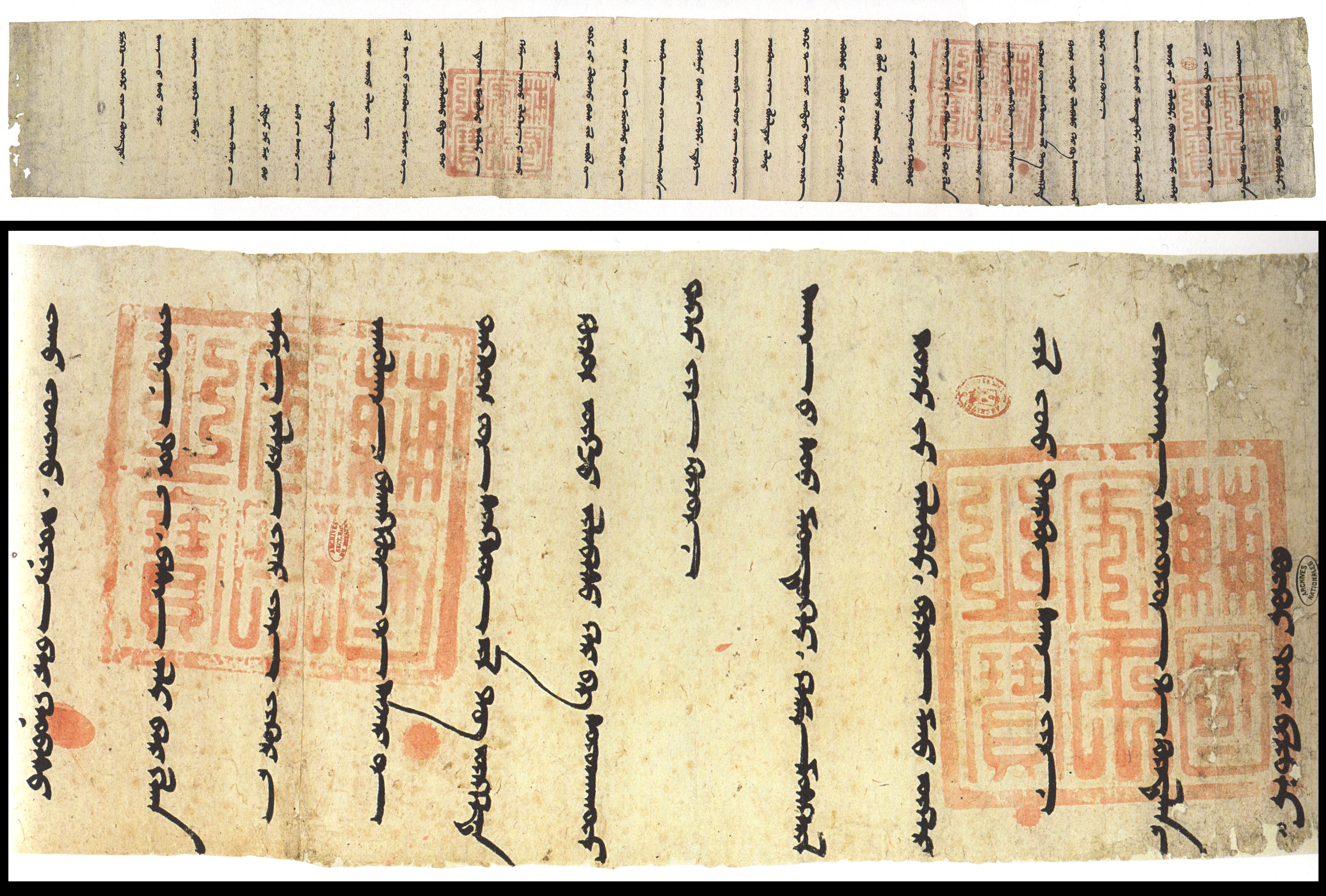
Carta de Arghun para Felipe IV, escrita en 1289.

En 1289 Arghun nombró a un judío, Sa'ad al-Dawla, ministro de Finanzas y luego, en junio, visir de todo el imperio. La población, que en su mayoría era musulmana, pudo haberse resistido al gobierno de un budista y un judío, pero su administración probó ser acorde a la ley y justa, así que restauraron rápidamente el orden y la prosperidad.
Con la esperanza de reanudar la guerra contra los mamelucos de Egipto, Arghun buscó alianzas con el Occidente cristiano. En 1285 escribió una carta al papa Honorio IV, y en 1287 envió emisarios a líderes tales como el papa Nicolás IV, Eduardo I de Inglaterra y Felipe IV de Francia. No obstante, estos acercamientos resultaron infructíferos, pues no pasaron de un mero intercambio de cartas; de modo que no se reanudó la guerra. Como dato anecdótico, Arghun mostraba interés en la ciencia, así como en pseudociencias como la alquimia.
Mientras se hallaba moribundo, postrado a causa de una fiebre, en el invierno de 1290-1291 surgieron facciones que se oponían a Sa'ad al-Dawla y otros favoritos de Arghun y los mataron. Tras su muerte, Arghun fue sucedido por su hermano Gaikhatu (1291-1295).